# 设计预算
设计预算是指在建筑施工图设计阶段，在设计概算的控制下，由建筑师根据建筑施工图及施工说明、预计工时、预算定额或预算指标、综合预算定额、取费标准、建筑材料预算价格、建筑设备预算价格、整体产品预算价格、室内装修预算价格等资料，编制和确定建设项目从筹建至竣工交付生产或使用所需全部费用的经济文件。设计预算是下一步进行招投标的重要基础文件之一。